# Ivan Antun Botteri
Ivan Antun Botteri (Gianantonio Botteri) (1842. – 1929.) hrvatski filolog, arheolog, poliglot, pratitelj beletristike, osnivač gradske glazbe, liberal, teoretičar liberalne demokracije, enciklopedist, gradonačelnik Starog Grada na Hvaru.